# Reinhard Brauns
Reinhard Anton Brauns, född 20 augusti 1861, död 28 januari 1937, var en tysk mineralog och petrograf.
Brauns blev professor i Karlsruhe 1894, i Giessen 1895, i Kiel 1904 samt i Bonn 1907. Bland Brauns arbeten märks behandlingen av lavabergarterna i Eifel och särskilt deras metamorfoser i trakten av Laacher See. Brauns var även redaktör för mineralogi och petrografi i Neues Jahrbuch für Mineralogie, Geologie und Paläontologie.